# باراكودا البحر الأبيض المتوسط
سَفَرنة المتوسط أو سَفَرناية المتوسط أو باراكودا البحر الأبيض المتوسط (الاسم العلمي: Sphyraena sphyraena)، والمعروفة أيضًا باسم الباراكودا الأوروبية، هي سمكة مفترسة من نوع شعاعيات الزعانف وتتواجد في حوض البحر الأبيض المتوسط ومياه المحيط الأطلسي الدافئة.

## الوصف
أسماك باركودا البحر الأبيض المتوسط لها جسم طويل ومضغوط الشكل مع مقطع أسطواني الشكل في الوسط ، أجسادها مغطاة بحراشف صغيرة دائرية الشكل. لها فم كبير ويمتد الفك السفلي بصورة أطول من الفك العلوي، ويحتوي الفم على أسنان حادة بارزة. لونها داكن في الجزء العلوي وفضي في الجزء السفلي، ويظهر في بعض الاسماك هذه؛ بعد اصطيادها مباشرة، خط لونه أصفر مواز للخط الجانبي. يتواجد عليها 20 أو 22 تخطيطا داكن على الظهر ويمتدا على كلا جانبي جسدها ولكن ليس على كل طول الجانبين. تحتوي الزعنفة الظهرية الأمامية على 5 أشعة شوكية، وللزعنفة الخلفية شعاع شائك واحد و 9 أشعة طرية. الزعانف الصدرية لهذا النوع من الاسماك صغيرة نسبيًا، وزعانف الحوض تتواجد تحت جسدها، بالضبط مباشرة مقابل نقطة البداية للزعنفة الظهرية الأولى. الزعنفة الشرجية لها شعاع شائك واحد و 9 أشعة ناعمة. تملك باراكودا البحر الابيض المتوسط حراشف تغطي الحواف الأمامية والخلفية للغطاء الخيشومي، بينما في اسماك الباراكودا من النوع باراكودا الفم الاصفر ، لا يوجد أي حراشف على الحواف هذه. طول هذه الاسماك يصل عادة لحوالي 30-60 سم ووزنها يصل عادة لحوالي 6 كجم، ولكن هناك سجلات تفي باصطياد هذا النوع من الأسماك بطول يصل إلى 165 سم وأوزان تصل على الأقل لحوالي 12 كلغ. أنواع الباراكودا هذه، والتي تعرف أيضا باسم الباراكودا الأوروبية، هي أكبر نوع باراكودا في البحر للابيض المتوسط.

## التوزيع
تتواجد الباراكودا الأوروبية (الاسم العلمي: sphyraena sphyraena) في شرق المحيط الأطلسي من خليج غاسكونيا في الشمال وعبر جزر الكناري والأزور إلى ناميبي، أنغولا في الجنوب، وتتواجد في غرب المحيط الأطلسي قبالة برمودا والبرازيل. وتتواجد أيضا في جميع أنحاء البحر الأبيض المتوسط والبحر الأسود.  وتم العثور على هذه الاسماك في مناطق تتواجد في أقصى الشمال مثل كورنوال في المملكة المتحدة.

## علم البيئة
الباراكودا الأوروبية (الاسم العلمي:Sphyraena sphyraena) هي عادة من نوع الأسماك التي تتواجد في منطقة البحر المفتوح في اعلى عامود الماء، ولكن الأسماك الصغيرة غالباً ما تتواجد بالقرب من 'قاع' عامود الماء. الغذاء الرئيسي هو الأسماك الأخرى ولكن في بعض الأحيان يشمل رأسيات القدم والقشريات. أنواع اسماك الباراكودا الأوروبية هي اجتماعية ومن المعروف انه من الممكن ان تتشكل في مجموعات كبيرة التي يتراوح عدد السمك فيها بين عشرة ومائتين. موسم التكاثر هو بين مايو وأغسطس ويمكن للانثى ان تضع مجموعة بيوض يصل عدد البيض فيها إلى 300,000 بيضة.  معروف ان مجذافيات الارجل من النوع Bomolochus unicirrus هي طفيلي خارجي لاسماك الباراكودا الأوروبية.

## الصيد
يتم صيد الاسماك هذه بكميات معينة كصيد تجاري وهي تعتبر أسماك مهمة في هواية الصيد.  لقد لوحظ وجود انخفاض في متوسط ومعدل ونطاق احجام الاسماك التي يتي يتم اصطيادها من هذا النوع في شرق وجنوب البحر الأبيض المتوسط وقد يكون ذلك مؤشرا على الصيد المفرط. يتم اصطياد صغار اسماك الباراكودا الأوروبية (الاسم العلمي: Sphyraena Sphyraena) كصيد ثانوي عند اصطياد الأسماك الصغيرة مثل أسماك السردين والأنشوفة، بينما تتعرض الاسماك البالغة نفسها، التي تعتبر قليلة الحركة؛ إلى ضغوطات الصيد الأخرى، بما في ذلك اصطياد الأسماك بالرمح. 

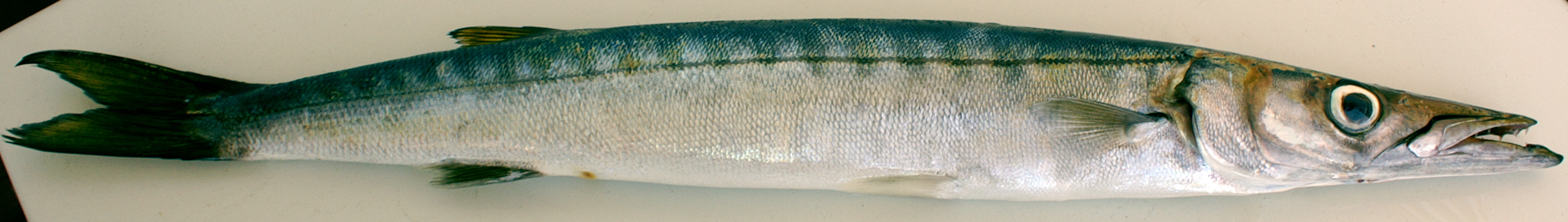
باراكودا